# Поллард, Роберт (художник)
Роберт Поллард (англ. Robert Pollard; 1755, Ньюкасл-на-Тайне – 23 мая 1838, Лондон) — английский художник и гравёр.

## Биография

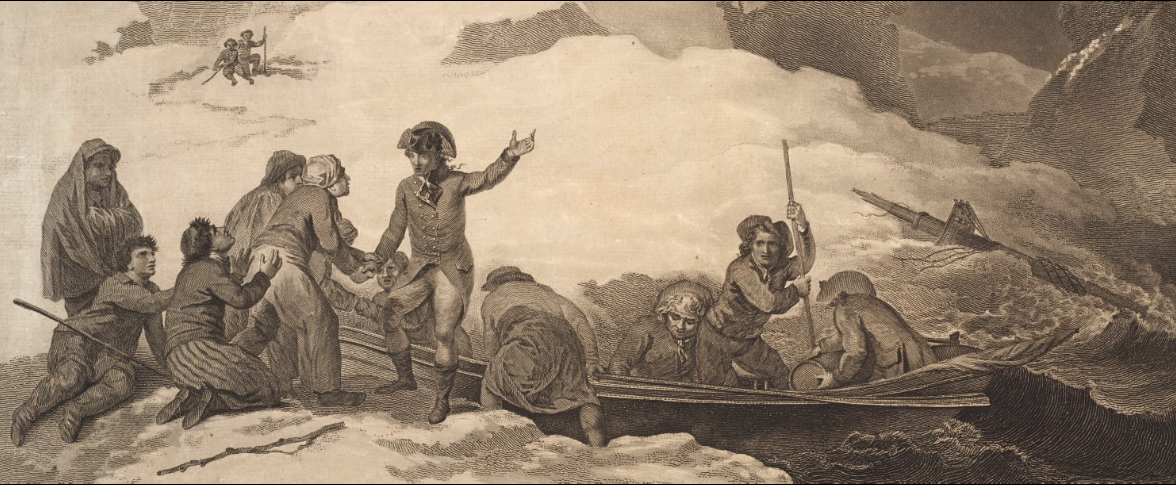
Отплытие (кораблекрушение в 1781 году судна, перевозившего солдат 84 пехотного полка), 1784

Роберт Поллард родился в английском городке Ньюкасл-на-Тайне в 1755 году. В юности он учился профессии кузнеца. Но вскоре стали очевидны его таланты художника и мальчика отдали в обучение живописцу Ричарду Уилсону. Некоторое время он практиковался как пейзажист и маринист. В ранний период творческой активности он написал картину «Отплытие». Сюжет был навеян кораблекрушением судна, на котором плыли солдаты 84-го пехотного полка (1780).
В 1781 году Поллард переехал в Лондон. Он устроился работать гравёром у книгоиздателя Джона Харриса и обосновался в известном квартале Спа Филдс, где предпочитали жить художники и другие люди творческих профессий.
В 1788 году Поллард был избран научным сотрудником, а в следующем году директором Общества художников Великобритании (в 1791 году оно прекратило своё существование). Позднее Поллард перебрался в лондонский район Ислингтон. Именно здесь были созданы многие известные работы живописца.
В 1810 году художник переехал в район Холлоуэй-Плейс. Здесь он занялся продажей книг и гравюр. Ему активно помогал сын Джеймс, который готовил к печати многие книги.
Ещё в 1808 году гравёр Чарльз Тейлор передал Роберту Устав, библиотеку, архивы и прочие документы Объединения гравёров при Королевской академии художеств. В октябре 1836 года, будучи последним из оставшихся в живых членов этого объединения, Поллард передал весь архив в распоряжение Королевской академии.
Роберт Поллард скончался в Лондоне 23 мая 1838 года.

## Семья
Роберт Поллард в 1778 году женился на Энн Или из Ньюкасла. Рождённый в этом браке Джеймс Поллард также стал известным художником.

## Известные работы

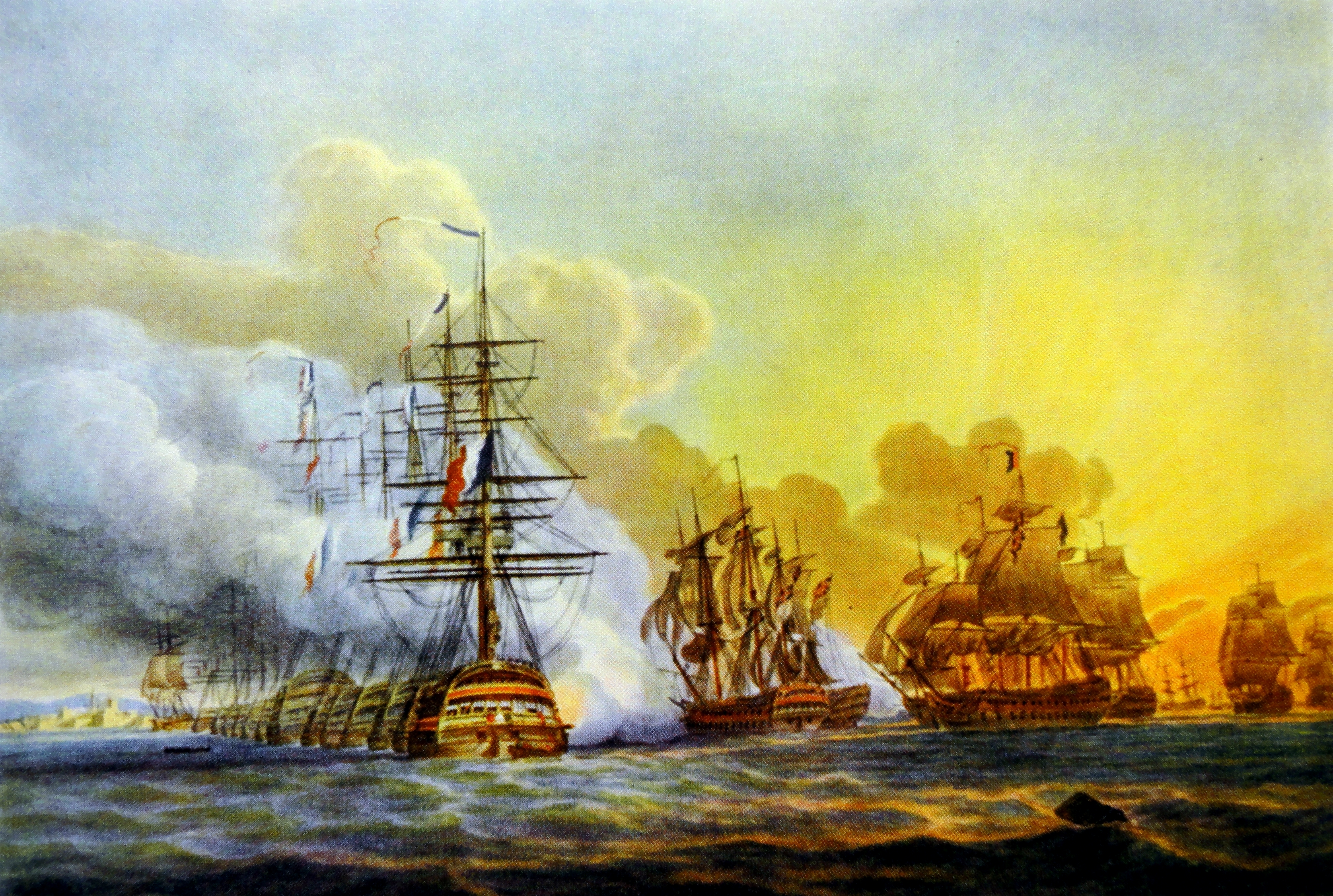
Битва при Абукире 1 августа 1798 года

Значительная часть известных работ Полларда — это гравюры, вырезанные по мотивам авторских произведений других художников.
- Крушение корабля «Гросвенор» Ост-Индской компании, 1784;
- Крушение корабля «Холсвелл» Ост-Индской компании, 1786;
- Леонора (гравировка картины Джона Рафаэля Смита), 1786.
- Покушение Маргарет Николсон на Георга III, 1786 (гравировка картины Роберта Смайрка);
- Возвращение молодого человека к жизни Джоном Коукли Летцом и Уильямом Хоусом, 1787 (гравировка картины Роберта Смайрка);
- Суд над Уорреном Гастингсом, 1789 (гравировка картины Эдварда Дейса);
- День благодарения в соборе Святого Павла, 1789 (гравировка картины Эдварда Дейса);
- Виды на Блумсбери, Ганновер, Гросвенор и Королевскую площадь в Лондоне (гравировка картины Эдварда Дейса);
- Мёртвые женщины на улице Лондона во время Великой чумы 1665 года.

Поллард выгравировал множество сцен морских сражений по мотивам картин такого известного художника-мариниста как Николас Покок. Кроме того Роберт гравировал работы известного портретиста Ричарда Косвея, анималиста Соурея Гилпина, живописцев Томаса Стотарда и Фрэнсиса Уитли, а также многих других художников. Многие из начатых Поллардом в гравировке пластин завершил позднее Фрэнсис Джукс.